# Schiffsanleger (Maryfield)

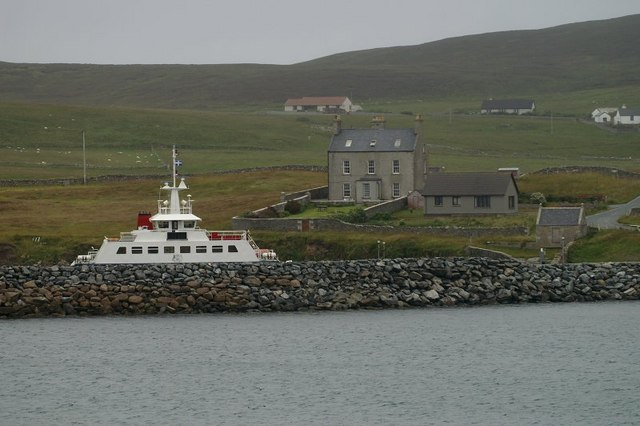
Maryfield House. Das Bootshaus ist am rechten Bildrand zu sehen.

Der Schiffsanleger von Maryfield besteht aus einer Slipanlage mit Bootshaus am Maryfield House auf der schottischen Shetlandinsel Bressay. 1997 wurde die Anlage in die schottischen Denkmallisten in der Kategorie B aufgenommen.

## Beschreibung
Die Anlage befindet sich an der Westküste Bressays am Bressay Sound gegenüber der Stadt Lerwick auf Mainland. Direkt südliche liegt der Fähranleger, der täglich von Mainland bedient wird, und wird von diesem teilweise umschlossen. Das Bauwerk stammt aus dem frühen 19. Jahrhundert und bildet zusammen mit dem dahinterliegenden Maryfield House eine harmonische Einheit, die nur durch den Bau eines dazwischenliegenden modernen Wohnhauses gestört wird. Das längliche Bootshaus ist symmetrisch aufgebaut und schließt mit einem Satteldach ab, das mit grauen Schieferschindeln gedeckt ist. Die Fassaden sind traditionell mit Harl verputzt, während die Gebäudekanten mit Sandstein abgesetzt sind. Die hölzerne Eingangstür ist mittig in die seeseitige Westfassade eingelassen. Die Slipanlage besteht aus grob behauenem Bruchstein, der von Sandstein eingefasst wird. Nach Norden grenzt eine Bruchsteinmauer die Anlage zum Maryfield House hin ab.